# Удан
 Тази статия е за града във Франция.  За кантона вижте Удан (кантон).  За породата кокошки вижте Удан (порода).
Удан (на френски: Houdan) е град в Ил дьо Франс, северна Франция, административен център на кантона Удан в департамент Ивлин. Населението му е 3627 души (по данни от 1 януари 2016 г.).
Разположен е на 100 m надморска височина в Парижкия басейн, на 55 km западно от Париж. През Средновековието селището е център на графство, владяно последователно от графовете на Монфор, херцозите на Бретан, краля на Франция и фамилията Люин. Градът е известен с едноименната порода кокошки. Удан е център на малка агломерация с около 4 190 жители, в която влиза предградието Молет.